# Baco (Panama)
Baco è un comune (corregimiento) della Repubblica di Panama situato nel distretto di Barú, provincia di Chiriquí. Si estende su una superficie di 75,9 km² e conta una popolazione di 7.334 abitanti (censimento 2010).